# Гагер чорнощокий
Га́гер чорнощокий (Cyanolyca cucullata) — вид горобцеподібних птахів родини воронових (Corvidae). Мешкає в Мексиці і Центральній Америці.

## Опис
Довжина птаха становить 26-31 см, вага 88-109 г. Голова, горло, шия, плечі і верхня частина грудей чорні, блискучі, решта тіла темно-пурпурово-синя, блискуча, махові і стернові пера кобальтово-сині. На потилиці і тімені характерна блакитна пляма трикутної форми з білими краями. Очі червонувато-карі, дзьоб і лапи чорні.

## Підвиди
Виділяють три підвиди:
- C. c. mitrata Ridgway, 1899 — східна Мексика (Східна Сьєрра-Мадре, від Сан-Луїс-Потосі до Оахаки);
- C. c. guatemalae Pitelka, 1951 — гори Сьєрра-Мадре-де-Чіапас (від Чіапаса до Уеуетенанго);
- C. c. hondurensis Pitelka, 1951 — північний захід Гондурасу;
- C. c. cucullata (Ridgway, 1885) — карибські схили гір Коста-Рики і Панами.

## Поширення і екологія
Чорнощокі гагери мешкають в Мексиці, Гватемалі, Гондурасі, Коста-Риці і Панамі, трапляються в Нікарагуа . Вони живуть у вологих гірських і хмарних тропічних лісах. Зустрічаються поодинці, парами або сімейними зграйками до 10 птахів, на висоті від 800 до 2100 м над рівнем моря. Іноді приєднуються до змішаних зграй птахів разом з однобарвними сойками і оливковоголовими туканами. Ведуть деревний спосіб життя. Живляться безхребетними і личинками, яких шукають в тріщинах кори та серед епіфітів, а також дрібними хребетними, плодами і ягодами, зокрема з родин меластомових і вересових.
Чорнощокі гагери є моногамними птахами, вони утворюють пару на все життя. Сезон розмноження у них триває з квітня по червень. Гніздо має чашоподібну форму, робиться з гілок і рослинних волокон, встелюється м'яким рослинним матеріалом, розміщується в густій кроні дерева. Іноді чорнощокі гагери використовують покинуті гнізда інших птахів. В кладці 3-4 яйця, інкубаційний період триває 20 днів. За пташенятами доглядають і самиці, і самці, вони покидають гніздо через 20 днів після вилуплення, а стають повністю самостійними ще через місяць.